# Jason Day
Jason Day (1987. november 12. –) ausztrál profi golfozó, a PGA Tour golfbajnokság tagja. Day 2011 júniusában tört be a világ tíz legjobb golfozója közé, miután másodikként végzett a U.S. Open bajnokságon. 2014 februárjában Day megnyerte az első golfvilágbajnoki címét a WGC-Accenture Match Play Championshipen. Az első jelentősebb bajnoki címét a 2015-ös PGA Championshipen szerezte, ahol 20 ponttal a par alatti eredményével rekordot döntött és a világranglista harmadik helyére került.

## Életútja
Day a Queensland állambeli Beaudesertben született Ausztráliában. Apja, Alvin ír-ausztrál származású volt, anyja a Fülöp-szigeteken született és az 1980-as évek elején költözött Ausztráliába. Daynek két testvére van, Yanna és Kim. Nem sokkal hatodik születésnapja után Dayt az édesapja beíratta a beaudeserti golfklubba, ahol junior tagként napi hat lyukat játszhatott. Nyolcéves korában a családja 
Rockhamptonbaba költözött, és ebben a korban kezdte el Day megnyerni első versenyeit a környező kerületekben. Jason Day apja, Alvin gyomorrákban meghalt, amikor Jason 12 éves volt.

## Külső hivatkozások
- Jason Day a PGA Tour of Australasia hivatalos oldalán
- Jason Day a PGA Tour hivatalos oldalán
- Jason Day Archiválva 2015. augusztus 21-i dátummal a Wayback Machine-ben az Official World Golf Ranking hivatalos oldalán
- Jason Day játékosprofilja a Golf Australia honlapján